# Alfréd z Lichtenštejna
Alfréd princ z Lichtenštejna, také z Liechtensteinu (německy Alfred Prinz von und zu Liechtenstein; 11. července 1842 Praha – 8. října 1907 zámek Hollenegg nebo zámek Frauental) byl česko-rakouský šlechtic z rodu Lichtenštejnů a politik německé národnosti ze Štýrska, v 2. polovině 19. století poslanec Říšské rady, roku 1881 spolu s bratrem Aloysem zakladatel katolického poslaneckého klubu (Liechtensteinův klub) na Říšské radě. Působil také jako velkostatkář.

## Biografie

### Původ
Narodil se v Praze do vlivné šlechtické rodiny Lichtenštejnů. Otec František de Paula z Lichtenštejna (1802–1887) byl rakouským generálem, matka Eva Josefina Potocká (1818–1895) byla sestrou polského šlechtice, předlitavského politika Alfreda Josefa Potockého. Jeho bratrem byl politik Alois František z Lichtenštena (1846–1920). Jeho bratrancem byl panující kníže Jan II. z Lichtenštejna (1840–1929). Dalším bratrancem byl kníže František I. (1853–1938). Vysoké posty zastávali také strýcové Alois II. a generál rakouské císařské armády Bedřich.
Alfred studoval práva. Pak v letech 1864–1866 sloužil v rakouské armádě, kde dosáhl hodnosti majora. Jako poručík se tehdy podílel na tažení v Šlesvicku-Holštýnsku v rámci dánsko-německé války. V roce 1866 byl coby rytmistr účasten tažení v rámci prusko-rakouské války včetně bitvev u Hradce Králové či u Jičína.

### Politická činnost
V 70. letech 19. století se zapojil i do politického dění. Roku 1873 se stal předákem konzervativního výboru v Štýrském Hradci. Byl zvolen i na Štýrský zemský sněm, kde zasedal do roku 1899. V 70. letech se ostře vymezoval proti ústavověrným politickým silám a tehdejší vládě. Zároveň na zemském sněmu požadoval volební reformu, která by posílila vliv konzervativního voličstva v kurii venkovských obcí.
Působil taky jako poslanec Říšské rady (celostátního parlamentu Předlitavska), kam neúspěšně kandidoval již v prvních přímých volbách roku 1873 a kam poprvé nastoupil ve volbách roku 1879 za kurii venkovských obcí ve Štýrsku, obvod Feldbach, Radkersburg atd. Mandát zde obhájil ve volbách roku 1885. Rezignaci oznámil na schůzi 29. září 1886. Ve volebním období 1879–1885 se uvádí jako kníže Alfred Liechtenstein, c. k. rytmistr a statkář, bytem na zámku Hollenegg.
Po volbách roku 1879 se uvádí jako konzervativec. Zpočátku patřil do konzervativního Hohenwartova klubu (tzv. Strana práva). V rámci Hohenwartova klubu se profiloval jako hlavní zastánce opětovného posílení konfesijního charakteru rakouského školství a obnovení církevního dohledu nad manželstvím. Neschopnost tyto názory plně prosadit vedla potom k tomu, že koncem listopadu 1881 přešel do nově utvořeného tzv. Liechtensteinova klubu (oficiálně nazývaný Klub středu, Zentrumsklub), který měl silnější katolickou a centristickou orientaci. Spolu s bratrem Aloisem byli zakladateli a hlavními postavami této nové poslanecké frakce. Za Liechtensteinův klub byl do parlamentu zvolen i roku 1885. Předsedou klubu zůstal do své rezignace na poslanecké křeslo v září 1886.
V roce 1887 po smrti otce převzal rodový majorát a zároveň i dědičné místo v Panské sněmovně (nevolená horní komora Říšské rady). V Panské sněmovně působil jako předseda katolického křídla konzervativní pravice.
Poté, co roku 1899 podala demisi předlitavská vláda Franze Thuna, bylo Alfredu Lechtenštejnovi nabídnuto, aby se pokusil sestavit nový kabinet. Kvůli silnému odporu německorakouských liberálů proti jeho osobě ale nabídku odmítl. Závěr života trávil v ústraní na svých štýrských zámcích Hollenegg a Frauental.
Zemřel v říjnu 1907 na srdeční chorobu.

### Manželství a děti
Jeho manželkou byla od roku 1865 Henrieta z Lichtenštejna, sestra knížete Jana II. Zanechal po sobě devět dětí, z nichž rodové nástupnictví převzal syn Alois Maria Adolf (1869–1955).
- Alois Maria Adolf z Lichtenštejna (1869–1955)
- Karel Alois z Lichtenštejna (1878–1955)
- Johan František z Lichtenštejna (1873–1959)
- Alfréd Roman z Lichtenštejna (1875–1930)
- František z Lichtenštejna (1868–1929)
- Jindřich z Lichtenštejna (1877–1915)
- Jiří z Lichtenštejna (1880–1931)